# Panzermörser (Waffensystem)

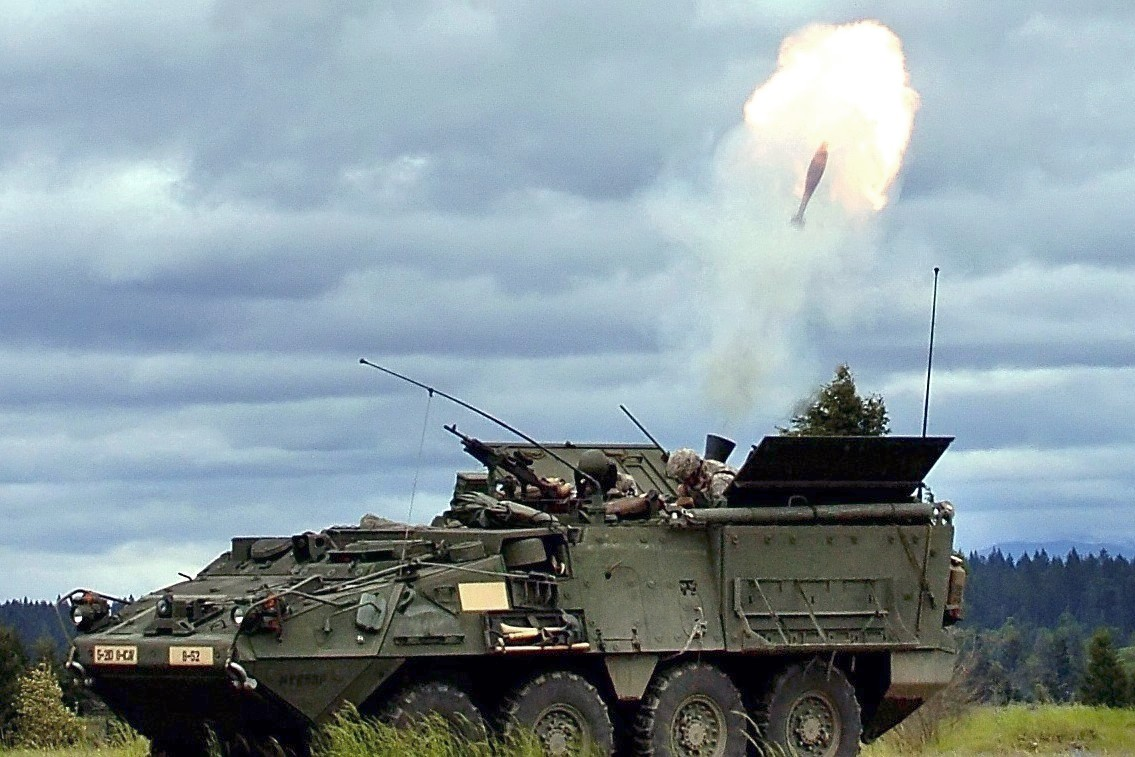
US-amerikanischer Panzermörser M1129 Stryker MC beim Abfeuern einer 120-mm-Granate

Panzermörser (kurz PzMrs; englisch armored mortar, self-propelled mortar) sind modifizierte Transport- oder Schützenpanzer, deren Hauptwaffe der Mörser (Granatwerfer) ist.
Waffensysteme dieser Art sind kompanieweise in Infanterieverbände eingegliedert, um den Kampf der Truppe unmittelbar mit Steilfeuer zu unterstützen.
- Wiesel-2-Mörserkampfsystem (MrsKpfSys)
- M106 107-mm-Mörser-Träger mit einem M30-Mörser
- M125 81-mm-Mörser-Träger; wie M106 jedoch mit M29-Mörser
- M1064 120-mm-Mörser-Träger
- M113 Panzermörser 120 mm
- Patria NEMO
- 2S4 Tjulpan
- 2S9 Nona-S
- 2S39 Magnolia